# Villars, Loire
Villars är en kommun i departementet Loire i regionen Auvergne-Rhône-Alpes i centrala Frankrike. Kommunen ligger i kantonen Saint-Étienne-Nord-Ouest-1 som tillhör arrondissementet Saint-Étienne. År 2022 hade Villars 7 705 invånare.

## Befolkningsutveckling
Antalet invånare i kommunen Villars
| Referens: INSEE |